# Jules de Saint-Pol
Pour les articles homonymes, voir Pol.
Jules de Saint-Pol, né le 16 décembre 1810 à Reims et mort le 8 septembre 1855 à Sébastopol, lors de la bataille de Malakoff, est un général français.
Il s'illustre lors de la conquête de l'Algérie puis lors de la bataille de Malakoff au cours de la  guerre de Crimée.

## Biographie

### Jeunesse
Né à Reims le 16 décembre 1810, Jules de Saint-Pol fait ses études au Prytanée national militaire de La Flèche. Le 14 novembre 1827, il est élève à l'École spéciale militaire de Saint-Cyr. Il quitte cette école le 1er octobre 1829, pour entrer, en qualité de sous-lieutenant, au 7e régiment d'infanterie de ligne.

### Carrière militaire
En 1831, il est désigné par le gouvernement français pour participer à l'organisation de l'armée belge. Il obtient le grade de capitaine et reçoit la croix de chevalier de l'Ordre de Léopold le 28 novembre 1839
.
Il est promu capitaine le 6 décembre 1840 et passe le 4 janvier 1842 au régiment de zouaves avec lequel il participe à la conquête de l'Algérie. Il se distingue lors des combats notamment à celui  13 octobre 1845 chez les Traras, dans la province de Tlemcen. Il reçoit une citation à l'ordre de l'armée pour sa conduite. 
Il est ensuite promu au commandement du 7e Chasseurs à pied à Nogent-le-Rotrou en 1848. Il est fait chevalier de la Légion d'honneur le 11 avril 1850. 
En juillet 1851, il fait partie du bataillon de l'armée d'occupation en Italie, comme lieutenant-colonel au 52e régiment d'infanterie.
Il retourne ensuite en Algérie en 1852, au  2e régiment de la Légion étrangère. Il participe à l'expédition en Kabylie ou il se distingue à nouveau et est blessé d'un coup de feu à la tête. Cité pour sa valeur au cours de cette expédition, il est fait officier de la Légion d'honneur le 6 août 1852.
Saint-Pol est ensuite colonel au  25e régiment d'infanterie à Rome en janvier 1853, il prend une part active à la mission de la France qui assure par son intervention l'indépendance du Pape, des mains duquel il reçoit la croix de commandeur de l'Ordre de Saint-Grégoire-le-Grand.
Il est alors envoyé en Crimée en septembre 1854, où il commande le  3e régiment de Zouaves, puis la 1re brigade d'Infanterie. Le 17 mars 1855, il est promu général de brigade. 
Après s'être illustré lors de la prise du Mamelon vert le 7 juin 1855, il est tué lors de l’assaut de la tour de Malakoff, devant Sébastopol, le 8 septembre 1855.

## Hommages

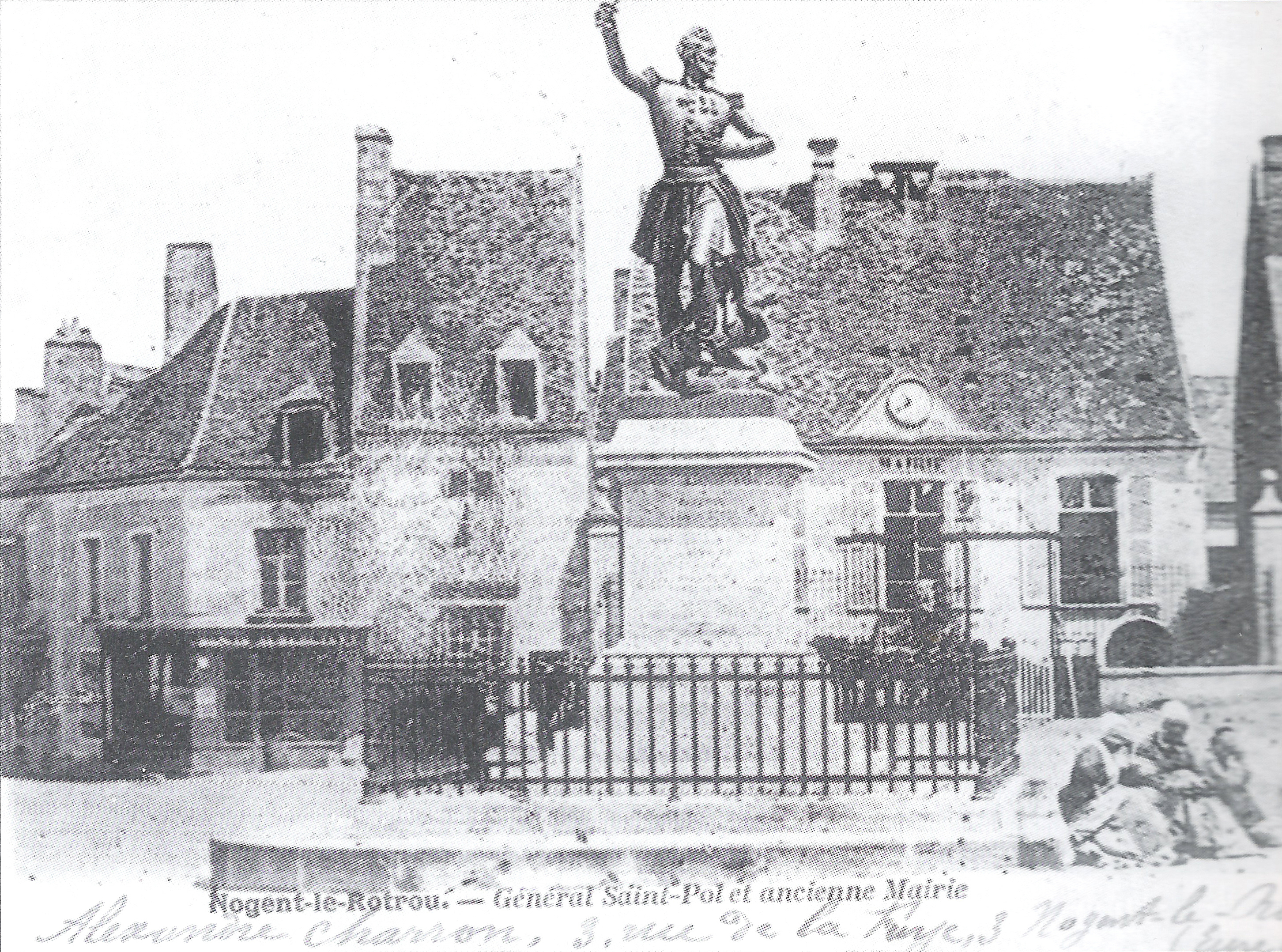
Statue qui le représentait à Nogent-le-Rotrou.

Jules de Saint-Pol est inscrit sur le tableau d'honneur des généraux tués en Orient, dans la salle des maréchaux à Versailles où son buste fut placé sur ordre de Napoléon III.
Une statue du général fut érigée à Nogent-le-Rotrou, sur la place principale, en 1857. Elle fut déboulonnée et fondue en 1943, dans le cadre de la mobilisation des métaux non ferreux. L'avenue Saint-Pol de Reims est en son honneur.
Il a été choisi pour être le parrain de la Promotion 2009-2011 de la Corniche Brutionne du Prytanée national militaire de La Flèche.

## Distinctions
- Officier de la Légion d'honneur (1852)

## Sources biographiques
- Jules Ladimir, La guerre, histoire complète des opérations militaires en Orient et dans la Baltique pendant les années 1853, 1854, 1855 et 1856, Librairie populaire des villes et des campagnes, 1857, p. 255. Lire en ligne.